# Consejo General del Poder Judicial

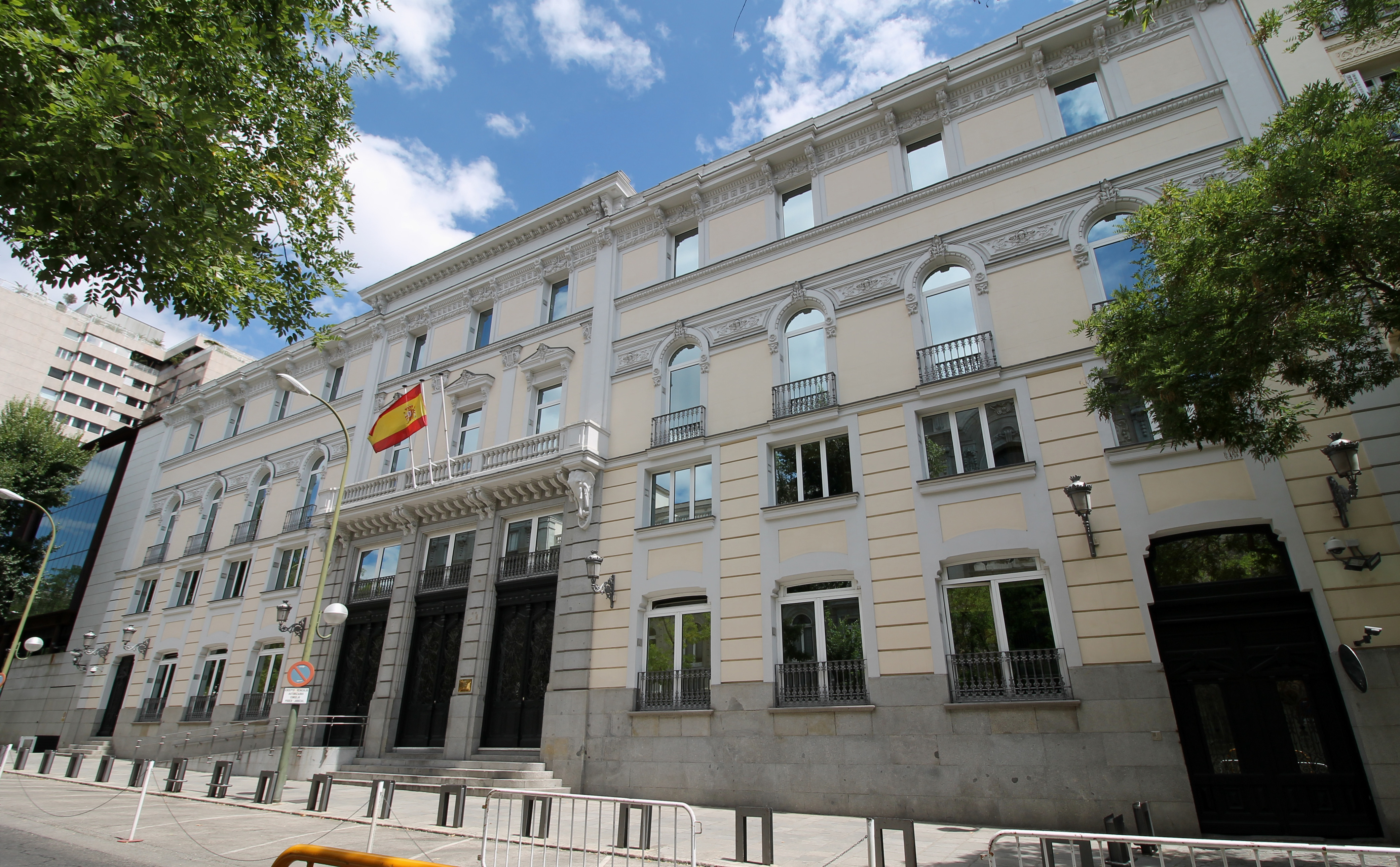
Zetel van de C.G.P.J. in Madrid

De Consejo General del Poder Judicial (afgekort C.G.P.J., Nederlands: Algemene Raad van de Rechterlijke Macht) is het bestuursorgaan van de rechterlijke macht in Spanje. Het voert het bestuur en de administratie van de rechterlijke macht, behandelt interne zaken en personeelszaken. 

## Samenstelling
De raad bestaat uit een president en twintig leden. Deze twintig leden worden gekozen door de Cortes Generales, het parlement: tien door de senaat en tien door het congres. Voor hun aanstelling dient er een meerderheid van 60% te zijn in beide kamers. De intentie is op die manier politieke neutraliteit te garanderen, omdat er altijd meerdere partijen nodig zullen zijn voor een aanstelling. Hoewel deze leden niet voor hun verkiezing niet onafhankelijk zijn van de politieke macht, regelt de wet hun onafhankelijkheid als ze eenmaal in hun functie zitten. De president van het hooggerechtshof vervult de functie van voorzitter van de raad.

## Competenties
De raad is verantwoordelijk voor het aanstellen van een deel van de magistraten van het constitutioneel hof, de aanstelling van de president en alle magistraten van het hooggerechtshof, van de presidenten van de Audiencia Nacional en de verschillende afdelingen van die rechtbank, de presidenten van de regionale hooggerechtshoven en van de audiencias provinciales, rechtbanken op provinciaal niveau. Daarnaast houdt de raad zich onder andere bezig met de selectie van rechters in het algemeen, de toezicht en inspectie van het normaal functioneren van de rechterlijke macht, en functioneert het als secretariaat voor de rechterlijke macht, bijvoorbeeld door de publicatie van de uitspraken. De raad heeft uitdrukkelijk geen rechtsprekende bevoegdheden.

## Kritiek op politieke inmenging
Door sommige juristen wordt gesteld dat de rechtspraak in Spanje is gepolitiseerd, omdat de leden van de C.G.P.J. aan worden gesteld door het parlement, waardoor de grote partijen moeten onderhandelen over de verdeling van de posten in de raad. Hoewel de raad in naam onafhankelijk is, zijn de leden ervan ideologisch verwant aan een van de grote partijen, progressief of conservatief, en het komt voor dat de stemverhouding in de raad de verhoudingen in het parlement precies weerspiegelen. Kleine partijen, waaronder de catalanistische partijen, trekken bij deze onderhandelingen aan het korste eind en hebben geen aan hen verwante juristen en magistraten in de C.G.P.J. Hoewel er juristen zijn die tegenspreken dat deze wijze van benoemen voor politieke invloed op de rechtspraak te zorgen, zegt 78 procent van de Spaanse rechters zelf het eens met de stelling dat promoties niet op basis van kundigheid en ervaring gebeuren. 18 procent van de rechters denkt dat zaken niet volgens de regels toe worden gewezen met als doel de uitkomst te kunnen beïnvloeden.